# 汶當
0°08′N 117°30′E / 0.133°N 117.500°E
汶當市又譯為文當、邦唐，是印度尼西亞北婆羅洲東部東加里曼丹省下轄的一個城市，面積497.57平方公里，2010年人口140,787人，人口密度為每平方公里282人；其居民主要信奉伊斯蘭教。

## 外部連結
- （印尼文） http://www.bontangkota.go.id/ （页面存档备份，存于）
- Useful Topics About Bontang
- https://web.archive.org/web/20120307015527/http://empiss.com/ Safety Radio in Bontang East Kalimantan